# Remptendorf
Remptendorf è un comune di 3.388 abitanti della Turingia, in Germania.
Appartiene al circondario della Saale-Orla (targa SOK).
Svolge il ruolo di "comune amministratore" (Erfüllende Gemeinde) nei confronti del comune di Burgk.

## Geografia antropica

### Frazioni
Il comune comprende le seguenti località:
- Altengesees
- Burglemnitz
- Eliasbrunn
- Gahma
- Gleima
- Karolinenfield
- Liebengrün
- Liebschütz
- Lückenmühle
- Rauschengesees
- Ruppersdorf
- Thierbach
- Thimmendorf
- Weisbach
- Zschachenmühle